# Liptovský Ondrej
Liptovský Ondrej (allemand : Andreasdorf in der Liptau, hongrois : Szentandrás) est un village de Slovaquie situé dans la région de Žilina.

## Histoire
La première mention écrite du village date de 1332.

## Démographie

### Évolution de la population
| Année:               | 1994. | 2004.    | 2014.   | 2024.    |
| -------------------- | ----- | -------- | ------- | -------- |
| Nombre de personnes: | 447   | 566      | 599     | 671      |
| Différence:          |       | +26,62 % | +5,83 % | +12,02 % |

| Année:               | 2023. | 2024.   |
| -------------------- | ----- | ------- |
| Nombre de personnes: | 663   | 671     |
| Différence:          |       | +1,20 % |